# Fareed Zakaria
Fareed Rafiq Zakaria (/fəˈriːd zəˈkɑːriə/; born ngày 20 tháng 1 năm 1964) là một nhà báo Mỹ gốc Ấn Độ và cũng là tác giả vài cuốn sách bán chạy nhất. Ông là chủ nhiệm chương trình Fareed Zakaria GPS trên CNN và viết một mục hàng tuần cho tờ báo The Washington Post. Ông cũng có một mục trên tờ Newsweek và là biên tập của Newsweek International và biên tập độc lập (en:editor-at-large) của tờ Time. Ông cũng đã viết 4 cuốn sách, 2 quyển nằm trong danh sách các sách bán chạy nhất thế giới, và cùng viết một cuốn khác.

## Đời sống cá nhân
Zakaria đã vào quốc tịch Hoa Kỳ. Ông hiện đang sống ở New York City với vợ, Paula Throckmorton Zakaria, con trai Omar, và 2 người con gái Lila và Sofia.